# Amelia Andersdotter
Amelia Andersdotter, née le 30 août 1987 à Enköping, est une femme politique suédoise, membre du Parti pirate suédois, eurodéputée de 2011 à 2014.

## Biographie
Amelia Andersdotter est seconde de la liste menée par le Parti pirate suédois aux élections européennes de 2009, après Christian Engström, mais le score de 7,1 % du Parti Pirate ne lui permet alors pas d'avoir un siège au Parlement européen. Cependant, la ratification du traité de Lisbonne a octroyé un siège supplémentaire à la Suède, revenant au Parti pirate. Elle est alors devenue le 1er décembre 2011, à 24 ans, l'une des plus jeunes eurodéputées.
Elle est membre depuis 2007 du conseil de Ung Pirat, la branche étudiante du Parti Pirate suédois.
Dans une interview avec un journal étudiant de l'université de Lund, Amelia Andersdotter annonçait que si elle est élue, elle donnerait une partie de son indemnité d'eurodéputée à Attac, Ordfront, et UNIFEM.
En vue des élections européennes de 2014, le Parti pirate européen présente les candidatures d'Amelia Andersdotter et de Peter Sunde, norvégo-finlandais, cofondateur de The Pirate Bay, pour la présidence de la Commission européenne.